# Liane Collot d’Herbois

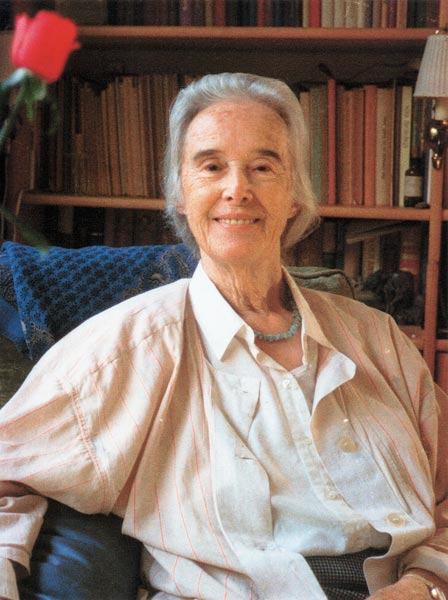
Liane Collot d’Herbois um 1993

Liane Collot d’Herbois (* 17. Dezember 1907 in Camelford, Süd-West-England; † 17. September 1999 in Driebergen, Niederlande) war eine englische Malerin, Lehrerin und Maltherapeutin. Sie begründete die Malmethode nach „Licht, Finsternis und Farbe“, in der sie geisteswissenschaftlichen Forschungen Rudolf Steiners zu einer Farbenlehre weiterentwickelte, die die Zusammenhänge der menschlichen Wesenheit mit dem Werden der Farbe in ihrem Entstehen durch die Kräfte von Finsternis und Licht aufzeigt und für Ärzte und Therapeuten zugänglich macht.

## Leben
Liane Collot d’Herbois wurde am 17. Dezember 1907 in Camelford, Cornwall nahe bei Tintagel als einziges Kind einer schottischen Mutter und eines französischen Vaters geboren. Die ersten zwölf Jahre lebte sie in Tintagel, wo sie sich oft in der freien Natur aufhielt. Früh begann sie zu malen und verkaufte schon mit elf Jahren ihre ersten Bilder. Im Schulalter setzte sie sich bereits mit den Ideen Platons auseinander.
Sie studierte an der Kunstakademie von Birmingham, bekam im Alter von 20 Jahren das Kunstlehrerdiplom und gleichzeitig ein Stipendium für das Britische Museum in London. Nach einem von ihr gehaltenen Vortrag über Buddhismus wurde sie durch einen Priester der Christengemeinschaft auf die Anthroposophie aufmerksam gemacht und erkannte den von ihr gesuchten Weg zwischen Geist und praktischem Leben.
Sie malte mit Menschen aller Altersstufen und konnte über deren Veranlagungen und Krankheiten anhand der Bilder Diagnosen erstellen, die Lehrern und Ärzten wertvolle Hilfen waren.
1927 wurde sie Mitarbeiterin des neugegründeten heilpädagogischen Heims für „Seelenpflege-bedürftige“ Kinder in Sunfield, Clent und traf dort auf Dr. Hilma Walter und auf Ita Wegman (Mitbegründerin der Stätte), die sie später, 1935, zu sich nach Arlesheim einlud, damit sie hier heilende Bilder in therapeutischem Sinne malen konnte, zu denen sie in Clent nicht die Zeit fand. Wegman war es auch, die für Liane Collot d’Herbois eine Stätte in Ascona einrichtete, damit sie hier die in Clent begonnenen Forschungen über das Herstellen von Pflanzenfarben und Malen mit kranken Kindern weiter betreiben konnte.
Als durch die Weltereignisse die wirtschaftliche Lage der Klinik immer schwieriger wurde, folgte Liane Collot d’Herbois Ita Wegman nach Paris, kam später nach Arlesheim zurück und begleitete Ita Wegman dann nach Ascona, bei der sie bis zu deren Tod im Jahre 1943 blieb. Sie bekam den Auftrag, die Kapelle „La Motta“, die zu einem Heim in Brissago gehört, mit Fresken auszumalen, es war die Kapelle, in der später die Asche von Ita Wegman beigesetzt wurde.
In Zusammenarbeit mit Ita Wegman, Hilma Walter und Margarethe Hauschka entwickelte Liane Collot d’Herbois eine eigenständige Maltherapie, die Licht-Finsternis-Farbarbeit, bei der Heilungsvorgänge angeregt werden, „die weit über das Ausgleichen seelischer Besonderheiten hinausweisen, die vielmehr aus dem Geistigen kommend bis tief in die leibliche Konstitution eingreifen.“
1946 begegnete Liane Collot d’Herbois der holländischen Malerin und Bildhauerin Francine van Davelaer, mit der sie in Europa und in Amerika viele Orte bereiste, an denen sie künstlerisch und unterrichtend tätig waren. Holland wurde dann das Land, in dem die beiden sich letztendlich niederließen und wo sich eine Gruppe von Künstlern um Liane Collot d’Herbois versammelte, die sich den Namen „Magenta-Gruppe“ gab. In den Niederschriften Colour Part I, Colour Part II, (Farbensphären) veröffentlichte Liane Collot d’Herbois die Inhalte ihrer Arbeit mit der Magenta-Gruppe.
Von dem holländischen Arzt Dr. Paolo Walburgh Schmidt wurde sie 1978 gebeten, einer kleinen Therapeutengruppe Mitteilungen über den zielbewussten Gebrauch der Farbe in der Maltherapie zu machen; unterstützt von Francine van Davelaer konnte Liane Collot d’Herbois ihnen Richtlinien geben, nach denen theoretisch und praktisch gearbeitet werden konnte. Der Gruppe schlossen sich ab 1983 jüngere Ärzte und Heilpädagogen an. In dem Buch Light, Darkness and Colour in Painting Therapie (Licht, Finsternis und Farbe in der Maltherapie) wurde der Stoff dieses Heilmalkurses dokumentiert.
1997 fand eine Ausstellung ihrer Bilder im Goetheanum in Dornach statt. Liane Collot d’Herbois konnte persönlich anwesend sein.
Sie starb 1999 im Alter von fast 92 Jahren.
In den drei Jahrzehnten vor Liane Collot d’Herbois’ Tod entstand durch Elisa Métrailler und E. Leonora Hambrecht (Mitglieder der Magenta-Gruppe und Mitarbeiter von Collot d’Herbois) in Zusammenarbeit mit ihr das IONA-Archiv für Licht-Finsternis-Farbarbeit in Kunst und Therapie mit vorläufigem Sitz in Owingen, Bodenseekreis. Die darin bewahrten Kunstwerke sind durch die Lichtfinsternisarbeitsweise geschaffen worden. Das vorhandene Demonstrationsmaterial zeigt die Licht-Finsternisbewegungen. Das Archiv enthält Dokumente zum künstlerischen Werdegang, zur Zusammenarbeit mit Dr. med. Hilma Walter, mit Dr. med. Ita Wegman und anderen, Briefwechsel und vieles mehr.

## Werke (auf Deutsch)
- Liane Collot d’Herbois: Farbensphären. Werkbuch für Malgruppe „Magenta“. Verlag der Kooperative Dürnau, Dürnau 2005, ISBN 978-3-88861-051-6
- Liane Collot d’Herbois: Licht, Finsternis und Farbe in der Maltherapie. Verlag der Kooperative Dürnau, Dürnau 2007, ISBN 978-3-88861-054-7

## Ausstellungen
- Die private Galerie Collot de Herbois in Überlingen am Bodensee zeigt 35 Aquarelle und Pastelle der Künstlerin, allerdings ist sie nur stundenweise und nach Vereinbarung geöffnet.[2]